# Teatr Studio im. Stanisława Ignacego Witkiewicza
Teatr Studio im. Stanisława Ignacego Witkiewicza – teatr miejski w Warszawie, od 1985 nosi imię Stanisława Ignacego Witkiewicza. W latach 1982–1985 funkcjonował pod nazwą Centrum Sztuki Studio – Teatr Galeria.

## Historia
Teatr powstał w lutym 1972 z inicjatywy ówczesnego dyrektora Teatru Klasycznego Józefa Szajny przez przekształcenie Teatru Klasycznego. Mieści się w Pałacu Kultury i Nauki. Kolejnymi dyrektorami naczelnymi i artystycznymi teatru byli: Józef Szajna, Jerzy Grzegorzewski, Zbigniew Brzoza i Bartosz Zaczykiewicz.
W grudniu 2009 powołano (pełnienie funkcji od stycznia 2010) dyrektora naczelnego – Macieja Klimczaka oraz dyrektora artystycznego, którym został Grzegorz Bral. W lipcu 2011 roku Macieja Klimczaka na stanowisku dyrektora naczelnego zastąpił dyrektor Teatru Polonia i Och-teatru Roman Osadnik.
Wprowadzone przez niego zmiany w sposobie promowania i kształtowania wizerunku teatru, a także otwarcie go na nowe projekty (cykle: The Met Opera HD, Siesta w Studio Marcina Kydyńskiego; współpraca z Instytutem Reportażu) spowodowały, że w krótkim czasie Teatr Studio na powrót stał się chętnie uczęszczanym miejscem.
W latach 2012–2015 dyrektorem artystycznym teatru była Agnieszka Glińska. Swoją dyrekcję rozpoczęła od zbudowania silnego i różnorodnego zespołu, zapraszając do współpracy artystów z innych warszawskich scen. Za „zmiany, jakie już udało się jej przeprowadzić [...], za obiecujące nowe spektakle i komplety na widowni” Glińska została wyróżniona nagrodą „Co Jest Grane” Wdecha 2012 w kategorii Człowiek Roku.
17 października 2012 odbyła się uroczystość nadania imion twórców Teatru Studio: Józefa Szajny – Dużej Scenie oraz Jerzego Grzegorzewskiego – Galerii.
Glińska zbudowała repertuar w oparciu z jednej strony o teksty klasyczne interpretowane na nowo (ze szczególnym uwzględnieniem dramaturgii rosyjskiej) z drugiej o teksty współczesne dopiero odkrywane dla szerszej publiczności. Entuzjastycznie przyjęte przez widzów i docenione przez krytykę zostały spektakle: Wichrowe wzgórza według Emily Brontë (reż. Kuba Kowalski, 2012) i Ożenek Nikołaja Gogola (reż. Iwan Wyrypajew, 2013), Utalentowany pan Ripley według Mary Patricji Highsmith (reż. Radosław Rychcik, 2015). Współpraca Agnieszki Glińskiej z Dorotą Masłowską zaowocowała nagradzaną inscenizacją Dwojga biednych Rumunów mówiących po polsku (2013) i cieszącym się dużą popularnością przedstawieniem dla dzieci Jak zostałam wiedźmą (2014). W roku 2015 powstał pierwszy od dawna spektakl świadomie nawiązujący do awangardowych tradycji Studia – Ćwiczenia stylistyczne według Raymonda Quenau (reż. Maria Żynel, w koprodukcji z Teatrem Malabar Hotel).
Artystyczna osobowość i energia Glińskiej oraz marketingowa skuteczność Osadnika spowodowały, że w bardzo krótkim czasie Teatr Studio odzyskał swoje miejsce na teatralnej mapie Warszawy, stając się sceną nie tylko ciekawą, lecz także popularną i modną. Oprócz bogatego repertuaru i licznych wystaw w Galerii (kierowanej przez Agnieszkę Zawadowską) uruchomiono cykliczne projekty gościnne, między innymi The Met Opera HD (od 2012) i Scenę Tańca Studio (od 2015). Teatr na znacznie szerszą niż dotąd skalę zaczął organizować czytania dramatów, spotkania i wykłady otwarte, a także projekty edukacyjne adresowane nie tylko do dzieci czy do seniorów, lecz także do osób z niepełnosprawnością wzrokową i słuchową. Swoją działalność rozwinęła Pracownia JG, współpracując z Instytutem Teatralnym i Teatrem Narodowym przy wydawaniu scenariuszy autorskich Jerzego Grzegorzewskiego; pierwszy z dwóch tomów pod redakcją Ewy Bułhak i Mateusza Żurawskiego otrzymał nagrodę Sekcji Krytyków PO ITI dla Teatralnej Książki Roku 2013. W roku 2013 w dawnym foyer dolnym teatru otworzył się prowadzony przez Grzegorza Lewandowskiego Bar Studio, który szybko stał się ważnym miejscem debaty publicznej oraz wydarzeń kulturalnych z pogranicza różnych dziedzin sztuki. W roku 2014 wystartował angażujący przestrzeń miejską projekt Plac Defilad (Wdecha 2015 w kategorii Wydarzenie Roku).
Rozszerzenie oferty programowej skłoniło dyrekcję Teatru Studio do rozważenia powrotu do idei Centrum Sztuki, które zostały niestety przerwane przez spór o formułę teatru. Zaostrzający się konflikt doprowadził do rezygnacji Agnieszki Glińskiej w grudniu 2015 roku.
W kwietniu 2016 roku kierownictwo artystyczne Teatru Studio objęła reżyserka Natalia Korczakowska, a Galerii – krytyczka i historyczka sztuki Dorota Jarecka.